# Langenbogen
Langenbogen este o comună din landul Saxonia-Anhalt, Germania.